# Momcilo Perisic
Momcilo Perisic (født 22. maj 1944) var serbisk general og hærchef for Jugoslavien indtil 1998, han gik ind i militæret i 1966. Den 8. september 2011 blev han fundet skyldig i krigsforbrydelser under den Jugoslaviske borgerkrig, og idømt 27 års fængsel.